# Don Álvaro o la fuerza del sino
Don Álvaro o la fuerza del sino és una obra de teatre del Duc de Rivas, estrenada al Teatre del Príncep de Madrid, el 22 de març de 1835.
Es tracta de l'obra que consolida i fa triomfar el Romanticisme a Espanya, en termes similars a com ho va fer la tragèdia Hernani de Victor Hugo a la literatura francesa.

## Personatges
| Paper                   | Intèrprets de l'estrena, 22 de març de 1835 |
| ----------------------- | ------------------------------------------- |
| Álvaro                  | José García Luna                            |
| Leonor Vargas           | Concepción Rodríguez                        |
| Carlos Vargas           | Florencio Romea                             |
| Alfonso Vargas          | Julián Romea                                |
| Marqués de Calatrava    | Menéndez                                    |
| Preciosilla, una gitana | Matilde Díez                                |

## Argument
Lloc: Espanya i Itàlia
Època: Segle XVIII

### Primera jornada
Lloc: Sevilla i els seus voltants.
L'obra està ambientada a principis del segle xviii, després de la Guerra de Successió Espanyola, a Madrid, on resideix el protagonista de l'obra, Álvaro. Aquest és un ric i misteriós indià d'orígens desconeguts, que viu un apassionat romanç amb Leonor, una jove aristòcrata; no obstant això, la seva relació acaba sent prohibida pel Marquès de Calatrava, pare de Leonor, qui considera a Álvaro com un vulgar aventurer i un arribista.
La parella decideix escapolir-se, però són sorpresos sobtadament pel Marquès de Calatrava. En veure's descobert, Álvaro llança la seva pistola a terra com a mostra de submissió i respecte al Marquès, amb tan mala fortuna que l'arma es dispara i fereix mortalment al Marquès.

### Segona jornada
Vil·la d'Hornachuelos i els seus voltants.
Els dos germans de Leonor (Carlos i Alfonso) persegueixen a tots dos amants amb la finalitat de matar-los. Leonor se sent consumida per la culpa i decideix fer-se eremita a prop del Convent dels Àngels i talla tota comunicació amb Álvaro, que creu morta a la seva estimada.

### Tercera jornada
Ciutat de Velletri, Itàlia, i els seus voltants.
Un any després, Álvaro ha acudit com a soldat i coneix accidentalment a Carlos, qui també es troba destinat a la localitat de Velletri. Tots dos traven amistat.

### Quarta jornada
Conversant sobre les seves vides es reconeixen mútuament; en assabentar-se de la veritable identitat d'Álvaro, Carlos el repta a duel i acaba perdent la vida en lluita a espases amb Álvaro, qui sofreix al seu torn el remordiment d'haver causat una segona mort, per la qual cosa decideix refugiar-se com a frare al Convent dels Àngels, on passarà quatre anys.

### Cinquena jornada
Convent dels Àngels i els seus voltants.
L'acció torna llavors a Espanya, on Alfonso es informat de la mort del seu germà i decideix buscar Álvaro per complir la seva venjança. Després d'una llarga recerca, durant la qual descobreix els orígens d'Álvaro (que resulta ser fill d'un noble espanyol i una princesa inca), Alfonso descobreix l'amagatall del seu enemic i el desafia a duel.
Durant l'enfrontament Álvaro aconsegueix ferir mortalment Alfonso, però apareix per sorpresa Leonor per intervenir en el duel. Álvaro s'alegra en saber que la seva estimada viu encara i es troba prop d'ell, però quan ella intenta socórrer el seu germà moribund, aquest extreu el punyal que es trobava clavat en el seu pit i, abans de morir, la mata per considerar-la còmplice d'Álvaro.
La mort de Leonor precipita la bogeria d'Álvaro, que ara se sent culpable de totes les morts ocorregudes al seu voltant. Davant els monjos aterrits, Álvaro es suïcida llançant-se des d'un precipici, tot cridant "jo soc un enviat de l'infern, soc el dimoni exterminador... fugiu miserables!".

## Anàlisi
L'obra és considerada per la crítica com el drama inaugural del teatre romàntic espanyol. No és casual, donat que toca una gran varietat de temes: l'amor, l'honor, la venjança, la religió, la mort, l'heroi romàntic i el destí.
D'acord amb les regles del romanticisme, en aquesta obra es privilegia el rol de l'heroi romàntic Álvaro, que apareix solitari, misteriós, i consumit per la passió amorosa. No s'aprecia que tingui familiars ni amics, a excepció del germà de la seva estimada, Carlos, que sobtadament es transforma en el seu enemic.
En aquest extrem s'aprecia com a tema fonamental de l'obra el destí, entès com a "força fatídica" que domina la vida del protagonista i dels altres personatges, que causa les seves morts, i que en el cas d'Álvaro li fa perdre fins i tot a la seva estimada Leonor, fent que l'amor sigui vençut pel destí. Aquest destí se'ns mostra com un poder nefast, una fatalitat, davant el qual no és possible sostreure's ni oposar resistència. Les violentes morts dels personatges principals tenen com a causant directe o indirecte a Álvaro, qui fins i tot es lleva la vida al final de la trama tot reconeixent el fatal poder que el destí té sobre ell.
Aquest suïcidi final accentua el caràcter ombrívol de l'obra, caracteritzada per la mort tràgica de tots els seus protagonistes (igual que en l'obra francesa Hernani).
Aquesta obra és la base de l'òpera La forza del destino, del compositor italià Giuseppe Verdi, estrenada el 1862.